# Эрит
Эрит (англ. Erith, о файле/ˈɪərɪθ/) — район на юго-востоке Лондона (Англия), в 21,4 км к востоку от Чаринг-Кросс. Входит в состав исторического графства Кент, с 1965 года является частью лондонского боро Бексли. Он расположен к северо-востоку от Бекслихит и к северо-западу от Дартфорда, на южном берегу реки Темзы. Население составляет 45 345 человек. С 1961 года центр города был модернизирован и застроен новыми жилыми домами. На извилистой центральной улице у реки находятся три здания, включенные в список памятников архитектуры, в том числе Англиканская церковь и здание Карнеги. В остальном Эрит состоит в основном из пригородных домов. Он связан с центральным Лондоном и Кентом железной дорогой, а с Темзмидом — двухполосной автомагистралью. Здесь находится самый длинный пирс в Лондоне, и сохраняется прибрежная среда с солончаками наряду с промышленными землями.

## География
Эрит — это почтовый город в области почтового индекса DA, состоящей из районов почтового индекса DA8 и DA18. Он граничит с рекой Темзой на севере, Слейд-Грин на востоке и юго-востоке, Нортумберленд-Хит на юге и юго-западе и Бельведер на западе и северо-западе.

## История

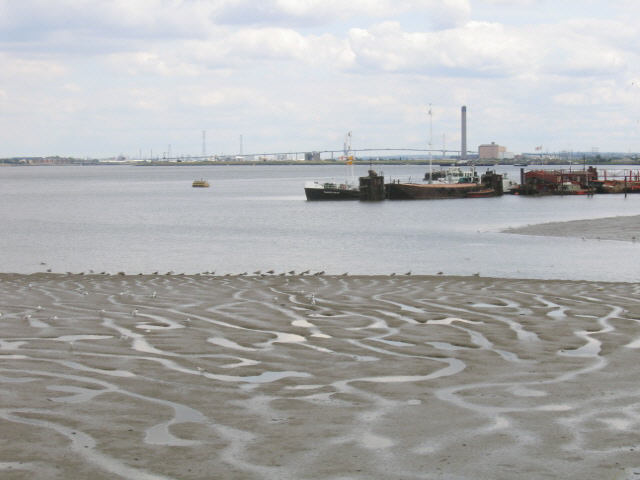
Грязевые отмели на Темзе, Дартфордская переправа на дальнем плане

### Средневековье
Работы, проведенные на бывшем участке компании British Gypsum в Черч-Мэнорвей Археологической службой Лондонского музея, показывают, что в эпоху неолита эта территория была покрыта густым лесом из дуба, тиса и ольхи, который к бронзовому веку частично уступил место осоковому болоту.
Работы музея на бывшем месте школы Эрит на Белмонт-роуд выявили следы доисторического поселения и значительной общины или фермы в первом веке нашей эры.

### Англосаксы
После падения римского владычества, в начале V века Британия была колонизирована англосаксонскими захватчиками из Северной Европы. В «Англосаксонской хронике» записано, что в 457 году они выиграли битву при Крекганфорде (считается, что это современный Крейфорд) и вскоре после этого захватили весь Кент. Их иной образ жизни отразился в структуре их поселений. Городские и сельские поместья римских бюрократов уступили место сети деревень, в которых жили воины и фермеры. Эрит был одной из таких деревень и имеет саксонское название, первоначально Ærre hyðe, что означает «старая гавань».
Есть основания предполагать, что в англосаксонский период на месте нынешней церкви Святого Иоанна Крестителя стояла церковь. Раннее поселение было основано вокруг неё, что означает, что центр Эрита когда-то находился к западу от его нынешнего местоположения.

### Средневековье

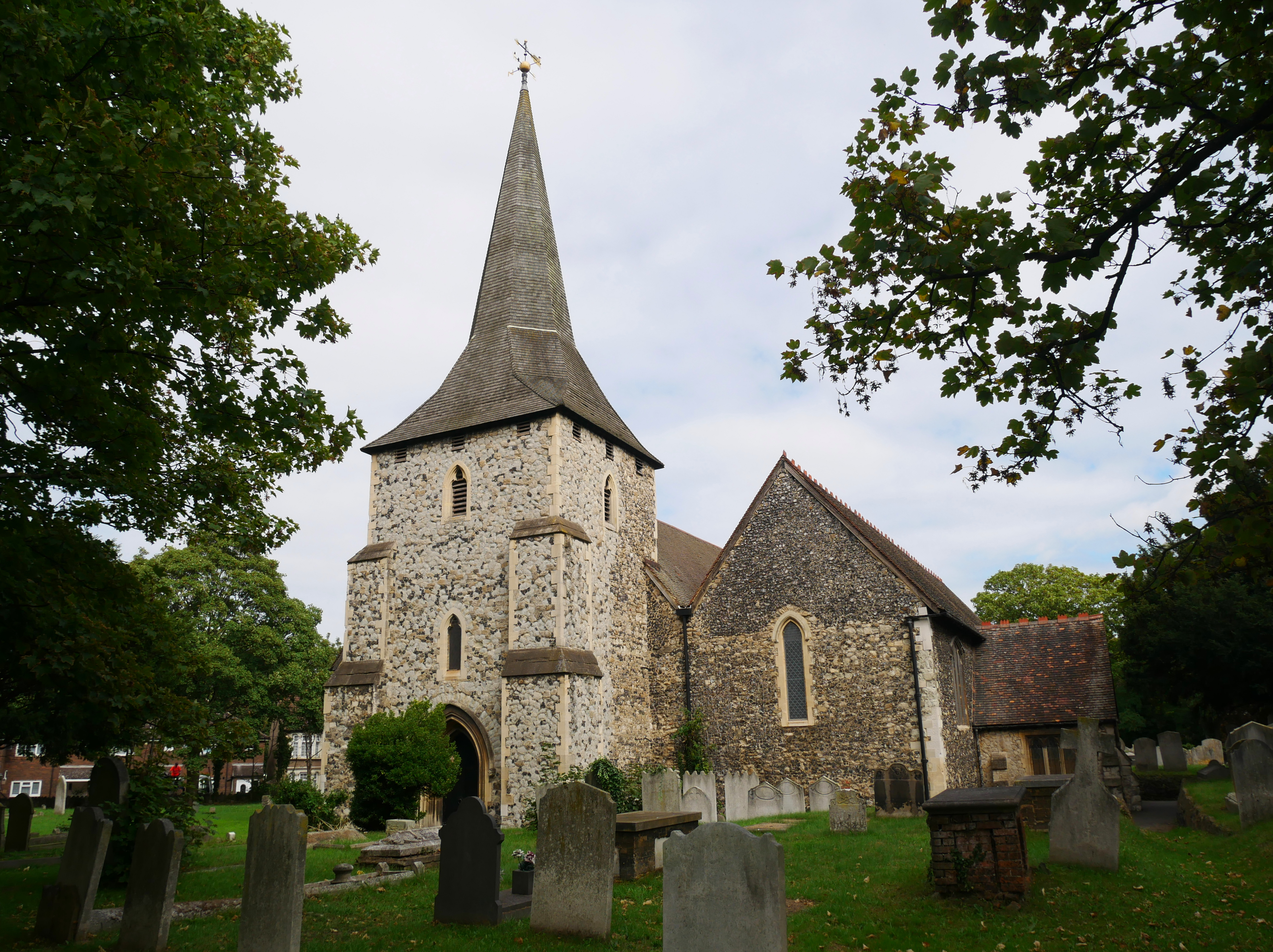
Средневековая церковь Иоанна Крестителя в Эрите

Самое раннее письменное упоминание об этой местности содержится в латинской грамоте 695 года, в которой зафиксировано пожалование епископом восточных саксов земли в Эрите. Окрестности были известны как Леснис или Лесснис, о чём упоминается в «Книге страшного суда». После нормандского завоевания Леснис перешел во владение епископа Одо. В 1315 году была выдана королевская хартия на проведение ярмарки в Эрите каждый четверг, но в 1776 году было отмечено, что ярмарка давно прекратила своё существование.
Эрит обязан своим существованием Темзе и до 1850-х годов был, по сути, небольшим речным портом, получившим известность благодаря решению короля Генриха VIII открыть здесь военную верфь, примерно там, где сейчас находятся сады Риверсайд. Знаменитый военный корабль Генриха, Henri Grâce à Dieu, был оснащён там в 1515 году.
После смерти Джорджа Талбота, 4-го графа Шрусбери в 1538 году, Эрит, «он же Леснис», был пожалован Генрихом VIII его вдове, Елизавете, «со всеми его членами и принадлежностями, для владения в капитуле, на рыцарской службе».
Эрит оставался популярной якорной стоянкой вплоть до XIX века. Корабли часто выгружали там груз, чтобы уменьшить своё водоизмещение перед выходом на мелководье выше по течению.

### Индустриальная эпоха

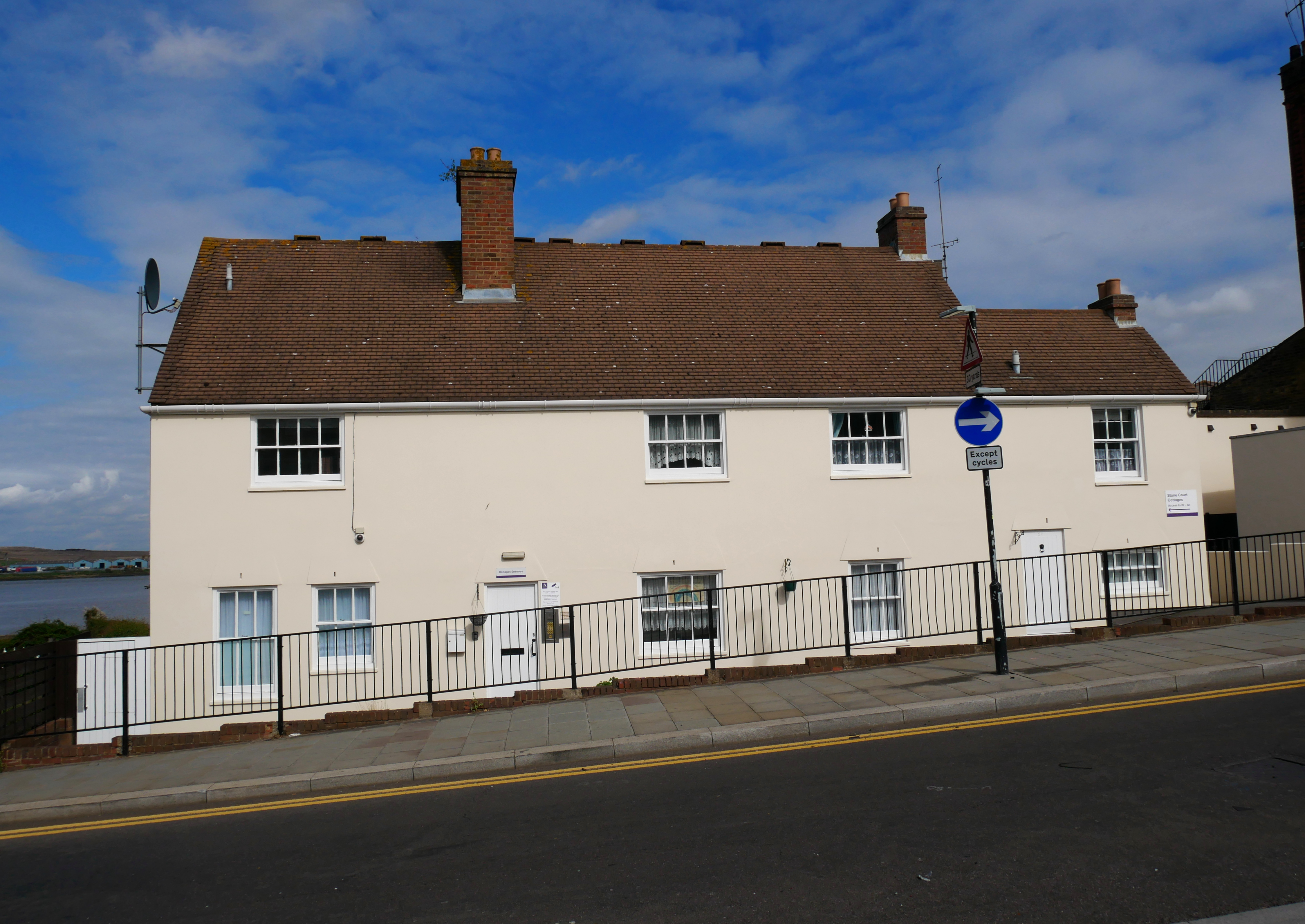
28 и 30 Эрит-Хай-Стрит, здание XVIII века в Эрите.

В 1797 году Эдвард Хастед описал Эрит как «одну небольшую улицу с домами, которая ведёт к воде», и упомянул о ежегодных ярмарках в Вознесение и Михаэльмас. В 1831 году население Эрита составляло 1533 человека. В 1840 году он состоял «в основном из двух улиц, одна из которых вела вниз к воде, а другая ответвлялась влево к церкви».
К 1849 году Эрит на короткое время стал речным курортом. Его пирс и близлежащий отель принимали туристов, прибывающих на Темзу на прогулочных катерах или по железной дороге.
В соответствии с Законом о местном самоуправлении 1894 года был образован городской округ Эрит, который в 1938 году стал муниципальным боро Эрит. В него вошли Нортумберленд-Хит и Бельведер.
В 1864 году Уильям Андерсон основал железный завод Эрита на берегу реки в заливе Анкор, к востоку от центра Эрита.
1 октября 1864 года в результате взрыва 46,5-тонного порохового заряда была разрушена береговая стена у реки, что привело к затоплению больших территорий Южного Лондона во время прилива. Перед самым паводком толпа моряков и солдат под руководством местного инженера сумела заделать брешь.
С 1881 года в районе к северо-западу от центра Эрита находился кабельный завод, основанный Уильямом Каллендером. Это предприятие затем стало компанией British Insulated Callender's Cables (BICC), а затем перешло под управление Pirelli, которая объявила о частичном закрытии предприятия в 2003 году. Оставшаяся часть стала компанией Prysmian.

### XX век

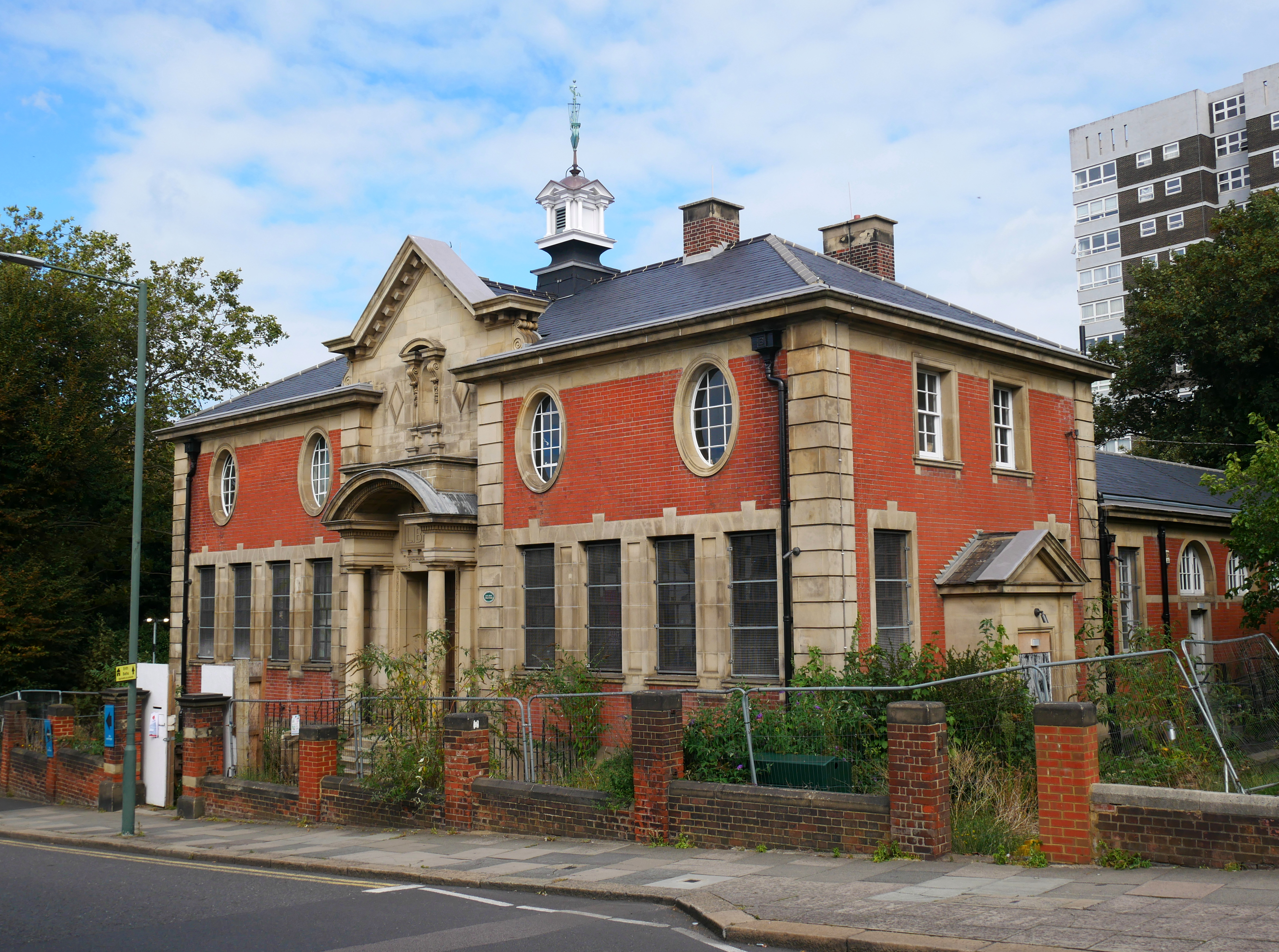
Старая библиотека, здание на Уолнат-Три-Роуд по проекту Уильяма Эгертона, включенное в список памятников архитектуры II степени, открылась 7 апреля 1906 года.

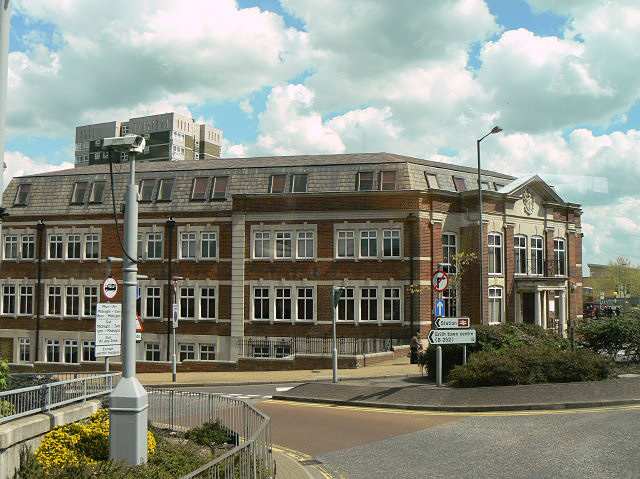
Ратуша Эрита, строительство завершено в 1932 году.

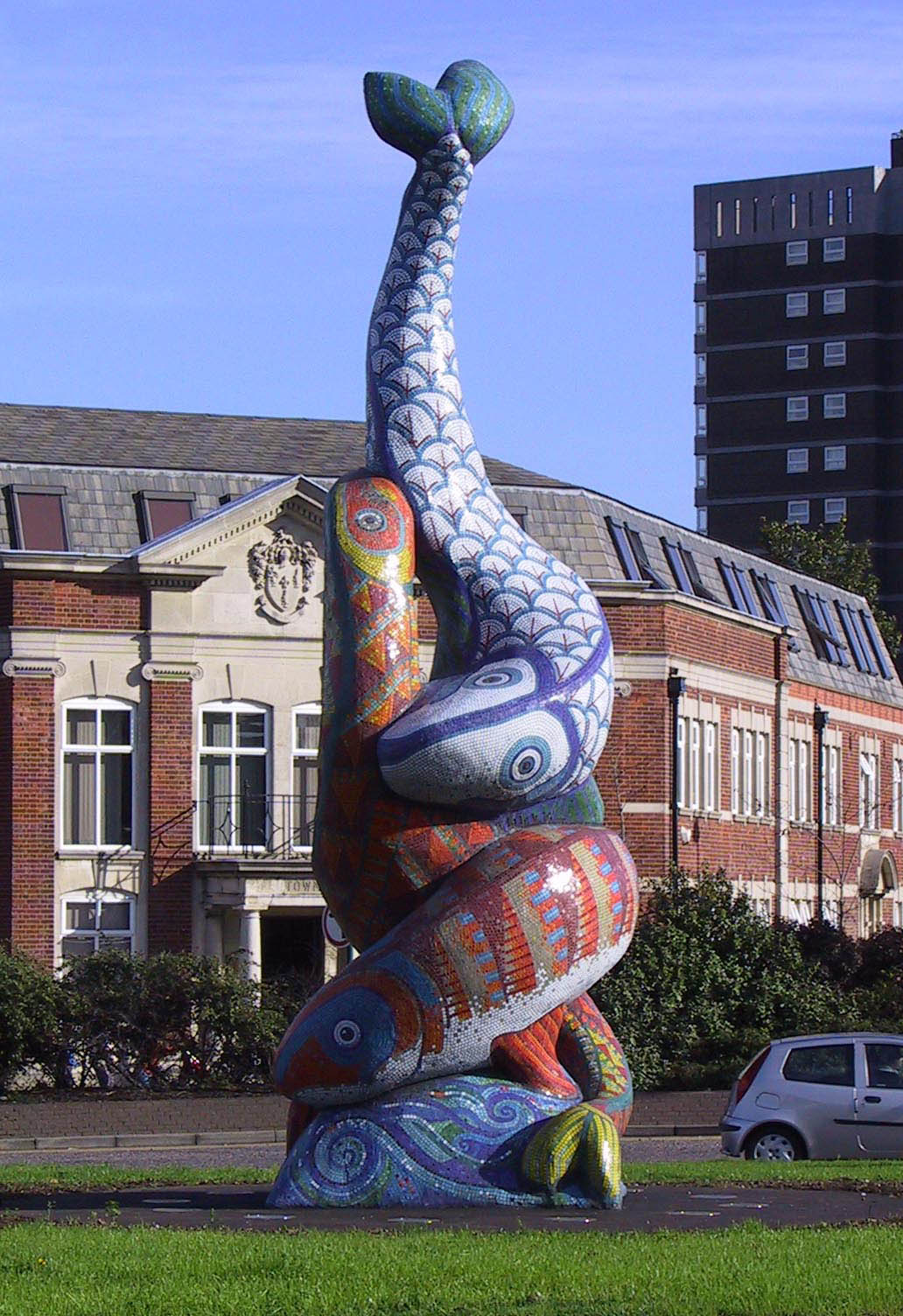
Мозаичная статуя «Танцующая рыба» Де Люси на кольцевой развязке в центре города, разработанная и созданная художником Дростл, Гэри в 2006 году.

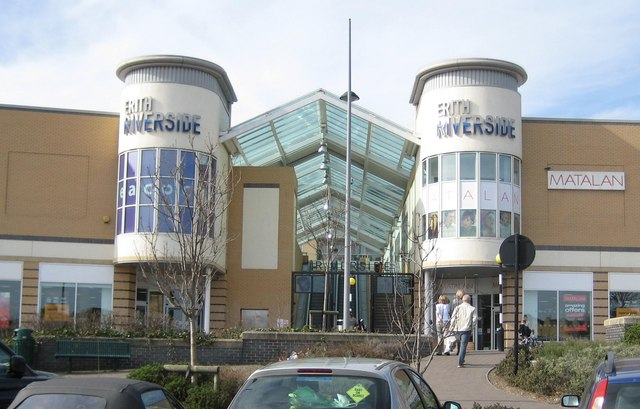
Торговый центр «Риверсайд».

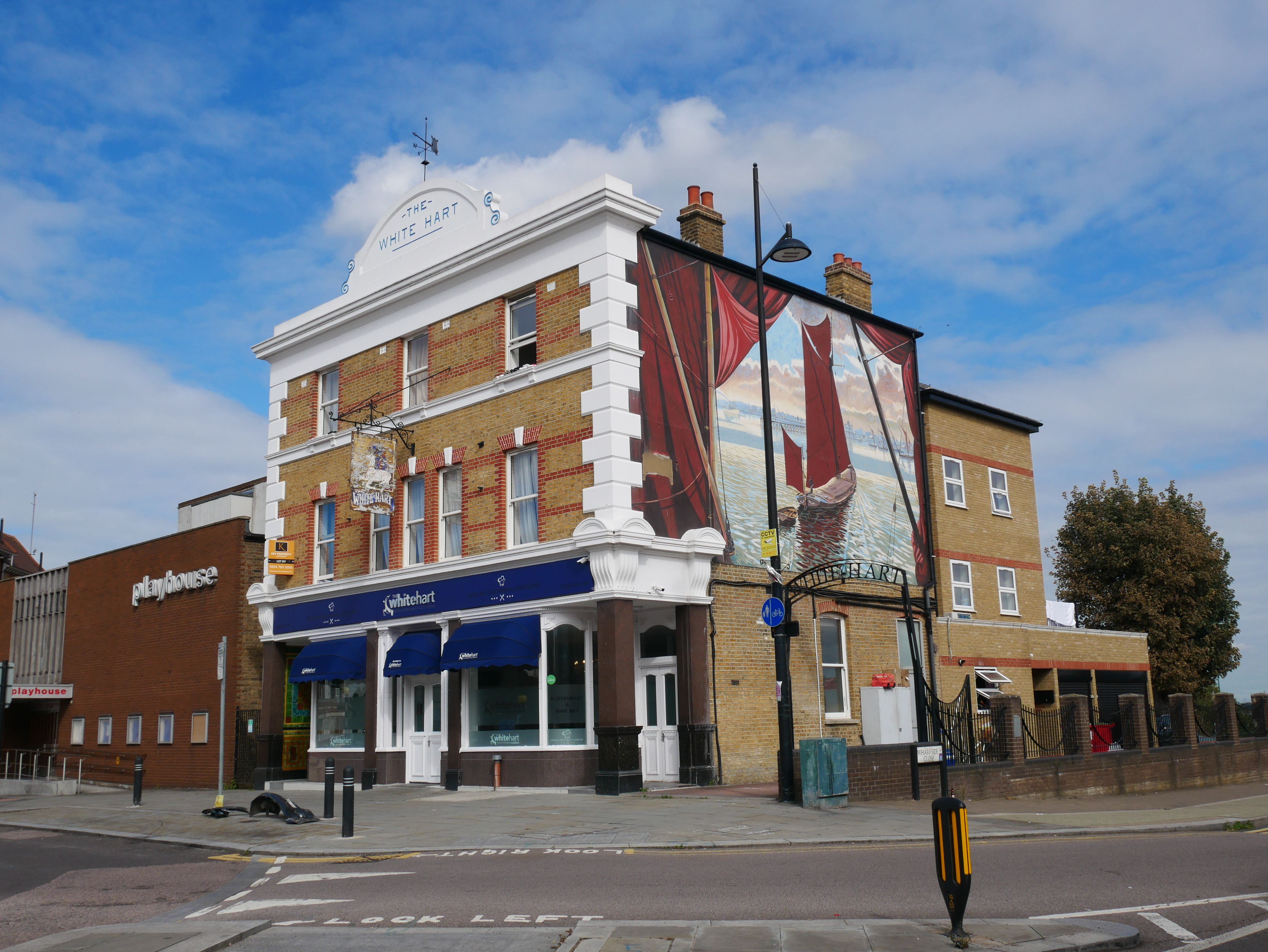
«Белый Харт» в Эрите с фреской «Баржа на Темзе» работы Гэри Дростла.

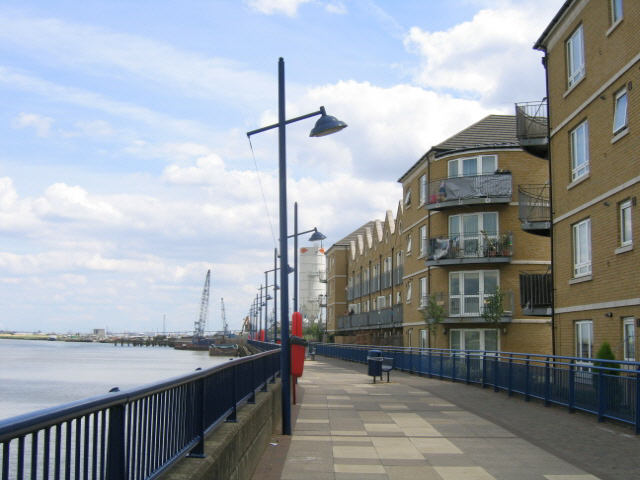
Многоквартирные дома на берегу реки, к востоку от центра города Эрит.

Первая библиотека Эрита, спроектированная местным архитектором, Уильямом Эгертоном, и профинансированная филантропом Эндрю Карнеги, открылась в 1906 году.
Машиностроение стало важной отраслью промышленности в Эрите, основной продукцией которой были вооружение и кабели. Крупным работодателем была компания «Виккерс», связанная с Королевским арсеналом в близлежащем Вулидже.
Во время Первой мировой войны Эрит был важным районом для производства оружия и боеприпасов, в основном благодаря наличию крупного завода «Виккерс». Во время Второй мировой войны город сильно пострадал от бомб, в основном из-за своего расположения на берегу реки рядом с Королевским арсеналом. Повреждения от бомб и постепенный спад местной торговли послужили толчком к масштабной перепланировке в 1960-х годах.
В 1961 году Эрит начал перестраиваться под современную торговую и рабочую среду, для чего было расчищено некачественное жильё на берегу реки и изменена планировка улиц. Некоторые из новых зданий, например, высотные здания социального жилья, имеют бруталистскую форму, типичную для посёлков, построенных советами крупных городов в качестве доступного способа ликвидации трущоб.
В 1965 году, в соответствии с Актом об управлении Лондоном 1963 года, Эрит стал частью лондонского боро Бексли.
Снос старого города начался в 1966 году и продолжался поэтапно до 1980 года, оставив лишь несколько напоминаний о старом центре города. Многие из оригинальных викторианских зданий были утрачены, но сохранились некоторые оригинальные городские пейзажи, включая «Белый Харт» на Хай-стрит и церковь Святого Иоанна на Вест-стрит.

### Реновация
С конца 1990-х годов Эрит претерпел значительные изменения, кульминацией которых стал проект Erith Western Thames Gateway. Реновация относится к компетенции проекта «Ворота Темзы», при этом Эрит является центром внимания Совета Бексли, как единственный населённый пункт на реке Темзе. С 2000 года на реке частными застройщиками было построено значительное количество новых квартир. Западный шлюз Эрита будет включать в себя квартиры на берегу реки, и, как ожидается, будет включать регенерацию большой неиспользуемой части центра города, выделенной Советом Бексли для многофункционального проекта с 6000 м² новых коммерческих площадей и более 500 новых жилых помещений.
В 2020 году местные активисты добились финансирования Национальной лотереи для восстановления здания бывшей библиотеки под новые общественные учреждения.

## Демография
Согласно переписи 2011 года, население Эрита на 62 % состоит из белых британцев, что меньше, чем 82 % в 2001 году и 89 % в 1991 году. Второй по численности этнической группой являются чернокожие африканцы — 14 %.
В 2014 году медианная цена дома в районе Эрит составляла £181 000, что является третьим самым низким показателем среди 628 районов Большого Лондона, ниже цены только в соседнем районе Бельведер и в районе Эбби в Баркинге и Дагенеме.

## Представительство в органах власти

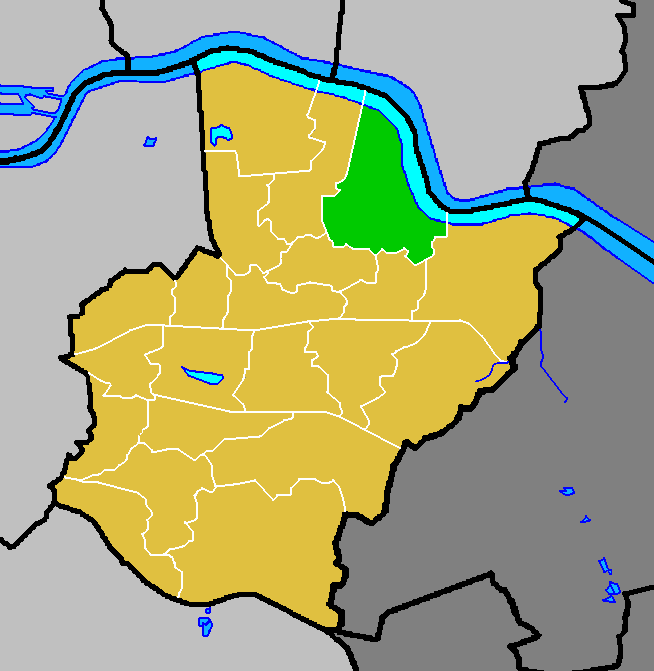
Район Эрит (зелёный) в составе боро Бексли (жёлтый)

Большая часть Эрита находится в избирательном округе Эрит лондонского боро Бексли. Местными советниками являются Джо Феррейра и Никола Тейлор (оба лейбористы). Восточная часть Эрита находится в избирательном округе Норт-Энд, а южная — в избирательном округе Колайерс.
На парламентских выборах большая часть Эрита входит в избирательный округ Эрит и Темзмид. Действующим членом парламента является Абена Оппонг-Асаре (лейборист). Восточная часть Эрита входит в избирательный округ Бекслихит и Крейфорд, членом парламента которого является Дэвид Эвеннетт (консерватор).
Эрит входит в избирательный округ Бексли и Бромли Лондонской Ассамблеи, в Лондонской Ассамблее его представляет Гарет Бэкон (консерватор).

## Благоустройство

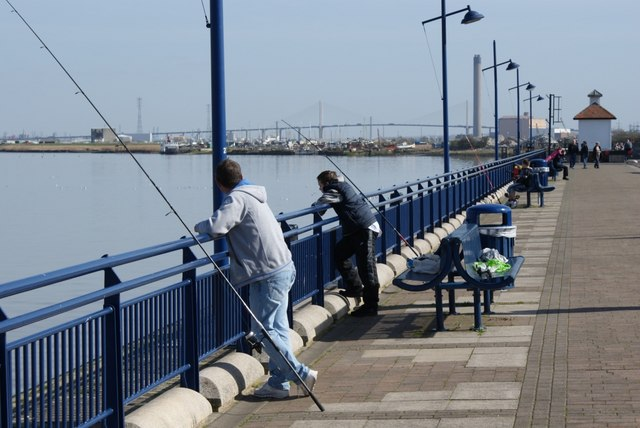
Рыбалка с пристани Эрит-Дип

Центр досуга Эрит, включающий плавательные сооружения, был открыт в 2005 году.
Стадион Дэвида Айвса рядом с Центром досуга, часто называемый стадионом Эрит, является домашним треком Атлетического клуба Бексли.
Эритский театр является самым большим в Бексли.
В Эрите есть Центр здоровья и библиотека с залом для собраний.
В Эрите находится самый длинный пирс в Большом Лондоне. Он был переделан из коммерческого в развлекательный и пользуется популярностью у рыболовов.
Ежегодный фестиваль Эрит Риверсайд проводится в Риверсайд Гарденс вдоль Темзы. Эрит является отправной точкой для внешнего кольцевого маршрута Лондона (LOOP) и одной из отправных точек для прогулки по Зелёной цепи. Национальная тропа Темзы, которая ведёт к истоку Темзы в Кембле, начинается в близлежащем Крейфорд-Несс.
Гребной клуб Эрита расположен на набережной Эрита. Яхт-клуб Эрита расположен на небольшом расстоянии вниз по течению от Эрита на краю Крейфордских болот.
В Эрите есть два старших футбольных клуба, хотя в городе базируется только «Эрит Таун». «Эрит и Бельведер» играют на Парк-Вью-Роуд в Уэллинге.

## Религия
- Методистская церковь Барнхерста;
- Церковь Христа, Виктория-Роуд;

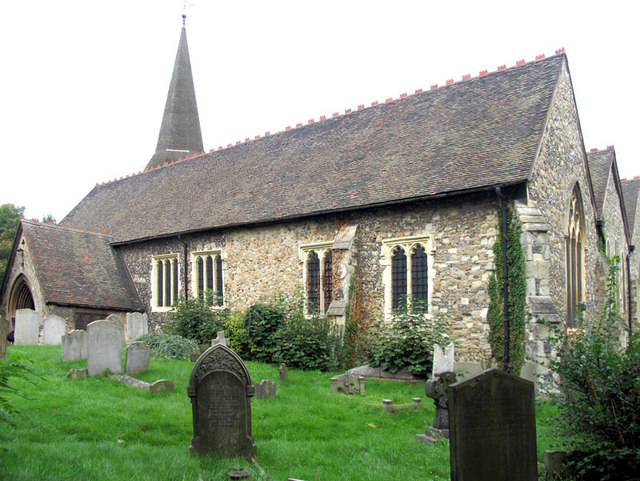
Церковь Святого Иоанна Крестителя

- Христадельфианский зал, Лесни-Парк-Роуд;
- Нортендская баптистская церковь, Ларнер-роуд
- Баптистская церковь Нортумберленд-Роуд, Белмонт-Роуд
- Католическая церковь Богоматери Ангелов[англ.], Карлтон-роуд
- Баптистская церковь на Куин-стрит
- Церковь Святого Августина (Слейд-Грин), Слейд-Грин-Роуд
- Баптистская церковь Святого Иоанна, Вест-стрит
- Церковь Святого Павла, Милл-роуд
- Дом сокровищ, Бексли-роуд

## Транспорт

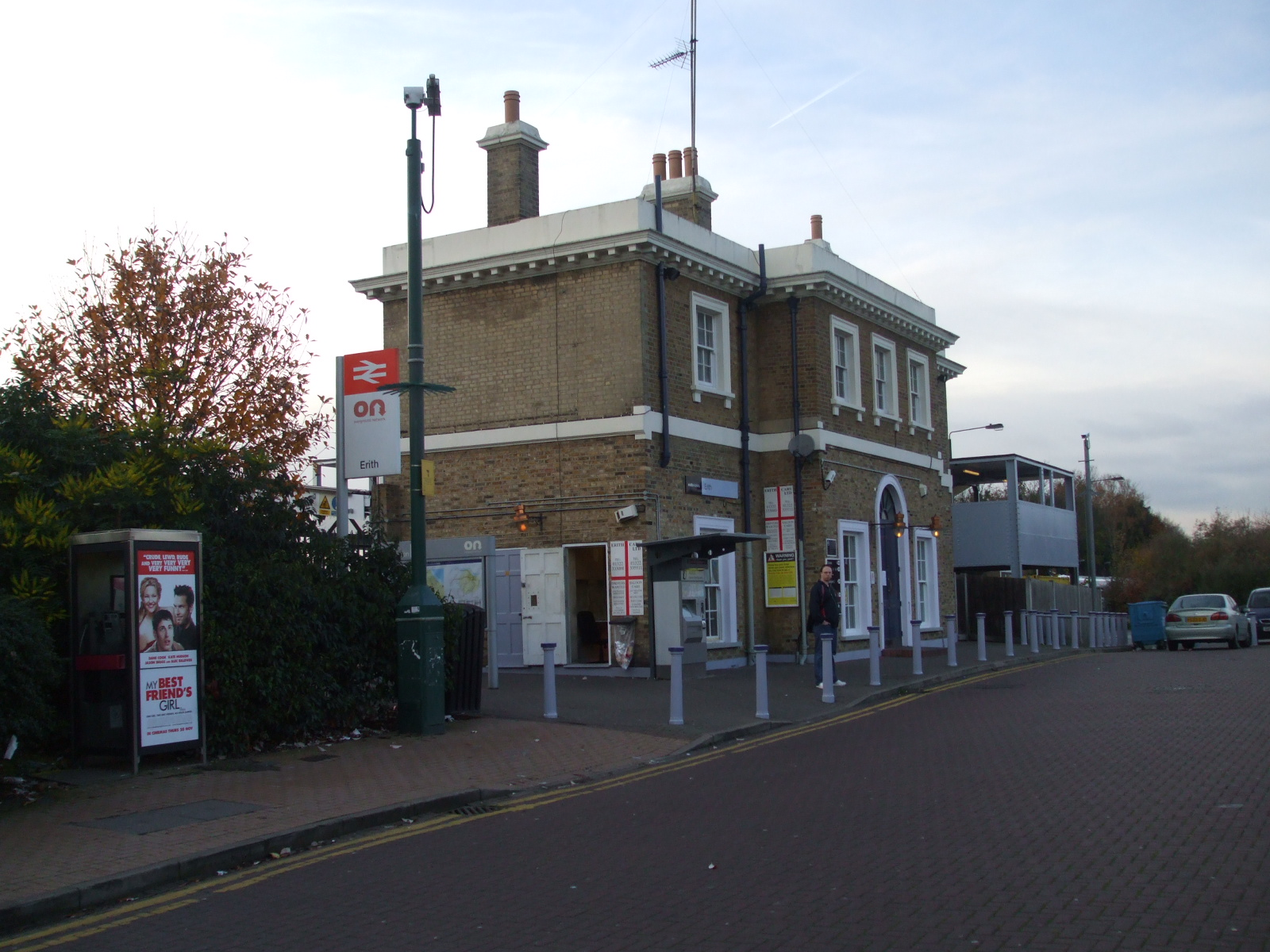
Железнодорожная станция Эрит

### Автобусы
Эрит обслуживается автобусами маршрутов 89, 99, 180, 229, 428, 469, B12 и N89.
- 89 — из Луишема[англ.] в Слейд-Грин через Блэкхит[англ.], Шутерс-Хилл[англ.], Уэллинг, Бекслихит и Барнехерст[англ.]. Примечательно, что он не проходит через центр города.
- 99, из Бекслихита в Вулидж через Барнехерст, Слейд-Грин, Эрит, Верхний Бельведер и Пламстед[англ.].
- 180, из Эрита по дороге Фрейзера в Северный Гринвич через центр Эрита, восточный Темзмид[англ.], Эбби-Вуд[англ.], Пламстед, Вулидж, Чарлтон[англ.] и полуостров Гринвич.
- 229, от госпиталя королевы Марии до центра Темзмида через Сидкап[англ.], Бексли, Бекслихит, Барнехерст, Эрит, Бельведер и Эбби-Вуд.
- 428, из Эрита в Блюуотер[англ.] через Слейд-Грин, Крейфорд[англ.], Дартфорд и больницу Дарент[англ.]-Вэлли.
- 469, от Эрита до больницы королевы Елизаветы через Бельведер, Эбби-Вуд, Пламстед и Вулидж.
- N89, от Эрита до Трафальгарской площади через Слейд-Грин, Барнехерст, Бекслихит, Уэллинг, Шутерс-Хилл, Блэкхит, Луишем, Детфорд, Нью-Кросс, Пекем[англ.], Камберуэлл и Элефант-энд-Касл.

### Железнодорожный транспорт
Ближайшая станция — Эрит, откуда отправляются поезда Юго-Восточной железной дороги в Дартфорд, Джиллингем, Грейвзенд, лондонский Кэннон-Стрит и лондонский Чаринг-Кросс. Железнодорожная станция Слейд-Грин находится на той же линии и обслуживает восточную часть города.

### Автомобильный транспорт
Дорога A2016, пересекающая Эрит, представляет собой двухполосную автомагистраль, протянувшуюся через Эритские болота.

## Знаменитые люди
- Филип Абсолон[англ.] (р. 1960), художник-стакист, родился в Эрите.
- Ронни Олдрич[англ.] (1916—1993), джазовый пианист и лидер группы, родился в Эрите[27].
- Патрик Янг Александр[англ.] (1867—1943), пионер аэронавтики, родился в Эрите или Бельведере.
- Уильям Олд (1924—2006), шотландский поэт, писатель и эсперантист, родился в Эрите[28].
- Уильям Андерсон[англ.] (1834—1898), инженер и филантроп, жил в Эрите с 1864 по 1889 год и уделял значительное время и деньги местному сообществу[29].
- Тони Брайз (1952—1975), автогонщик, родился в Эрите[30].
- Венди Коуп (р. 1945), поэт, родилась в Эрите[31].
- Джон Даунтон[англ.] (1906—1991), художник, поэт и философ, родился в Эрите[32].
- Кевин Хорлок (р. 1972), футболист, игрок сборной Северной Ирландии, родился в Эрите[33].
- Билл Жакес[англ.] (1888—1925), футболист, родился в Эрите[34].
- Джеймс Лизор[англ.] (1923—2007), журналист и писатель[35].
- Дэйв Мартин[англ.] (р. 1985), футболист, родился в Эрите[36].
- Дуглас МакУиртер[англ.] (1886—1966), футболист-любитель, член английской команды, завоевавшей золотую медаль на летних Олимпийских играх 1912 года, родился в Эрите[37].
- Перси Хилдер Майлз[англ.] (1878—1922), профессор, скрипач и композитор, жил в Эрите[38].
- Алан Мортон[англ.] (р. 1950), футболист, родился в Эрите[39].
- Роберт Нэппер[англ.] (р. 1966), серийный убийца и насильник, родился в Эрите[40].
- Энтони Рекензаун[англ.] (1850—1893), инженер, работал на железном заводе в Эрите и организовал вечерние курсы для рабочих[41].
- Стив Раттер[англ.] (р. 1968), футболист, родился в Эрите.
- Сэм Сондерс[англ.] (р. 1983), футболист («Брентфорд»), родился в Эрите[42].
- Линда Смит (1958—2006), комик и писательница, родом из Эрита.
- Джим Стерлинг[англ.] (р. 1984), журналист видеоигр, родился и вырос в Эрите[43].
- Денис Тэтчер, муж премьер-министра Маргарет Тэтчер, возглавлял семейную компанию Atlas Preservatives, расположенную в Эрите, до 1965 года[44][45].
- Генри Уитли[англ.] (1777—1852), хранитель тайного кошелька[англ.] короля Вильгельма IV и королевы Виктории с 1830 по 1846 год, родился и вырос в Лесни-Хаус[46].

## В культуре
Эрит упоминается в стихотворении Уильяма Космо Монкхауса:

В деревне Эрит есть люди, которых никто не видит и не слышит,

а на берегу реки стоит баржа, которой никто не управляет.
Оригинальный текст (англ.)
There are men in the village of Erith that nobody seeth or heareth,
and there looms on the marge of the river a barge, that nobody roweth or steereth.
— 